# AMD Athlon
Athlon es una serie de microprocesadores x86-64 diseñada por AMD para computadoras personales presentada en el año 1999.

## AMD Athlon
El Athlon original, Athlon Classic, fue el primer procesador x86 de séptima generación y en un principio mantuvo su liderazgo de rendimiento sobre los microprocesadores de Intel. AMD ha continuado usando el nombre Athlon para sus procesadores de octava generación Athlon 64.

### Núcleo Classic
El procesador Athlon se lanzó al mercado el 21 de agosto de 1999. El primer núcleo del Athlon, conocido en clave como "K7" (en homenaje a su antecesor, el K6), estuvo disponible inicialmente en versiones de 500 a 650 MHz, pero después alcanzó velocidades de hasta 1 GHz, siendo el primer procesador en romper la barrera del GHz. El procesador es compatible con la arquitectura x86 y debe ser conectado en placas base con Slot A, que son compatibles mecánicamente, pero no eléctricamente, con el Slot 1 de Intel.
Internamente el Athlon es un rediseño de su antecesor, al que se le mejoró substancialmente el sistema de coma flotante (ahora son 3 unidades de coma flotante que pueden trabajar simultáneamente) y se le aumentó la memoria caché de primer nivel (L1) a 128 KiB (64 KiB para datos y 64 KiB para instrucciones). Además incluye 512 KiB de caché de segundo nivel (L2) externa al circuito integrado del procesador y funcionando, por lo general, a la mitad de velocidad del mismo (En los modelos de mayor frecuencia la caché funcionaba a 2/5 [En los 750, 800 y 850 MHz] o 1/3 [En los 900, 950 y 1000 MHz] de la frecuencia del procesador). El bus de comunicación es compatible con el protocolo EV6 usado en los procesadores DEC 21264 de Alpha, funcionando a una frecuencia de 100 MHz DDR (Dual Data Rate, 200 MHz efectivos).
El resultado fue el procesador x86 más potente del momento. El Athlon Classic se comercializó hasta enero de 2002.
En términos económicos el Athlon Classic fue un éxito, no solo por méritos propios y su bajo precio comparado con la competencia, sino también por los problemas de producción de Intel.

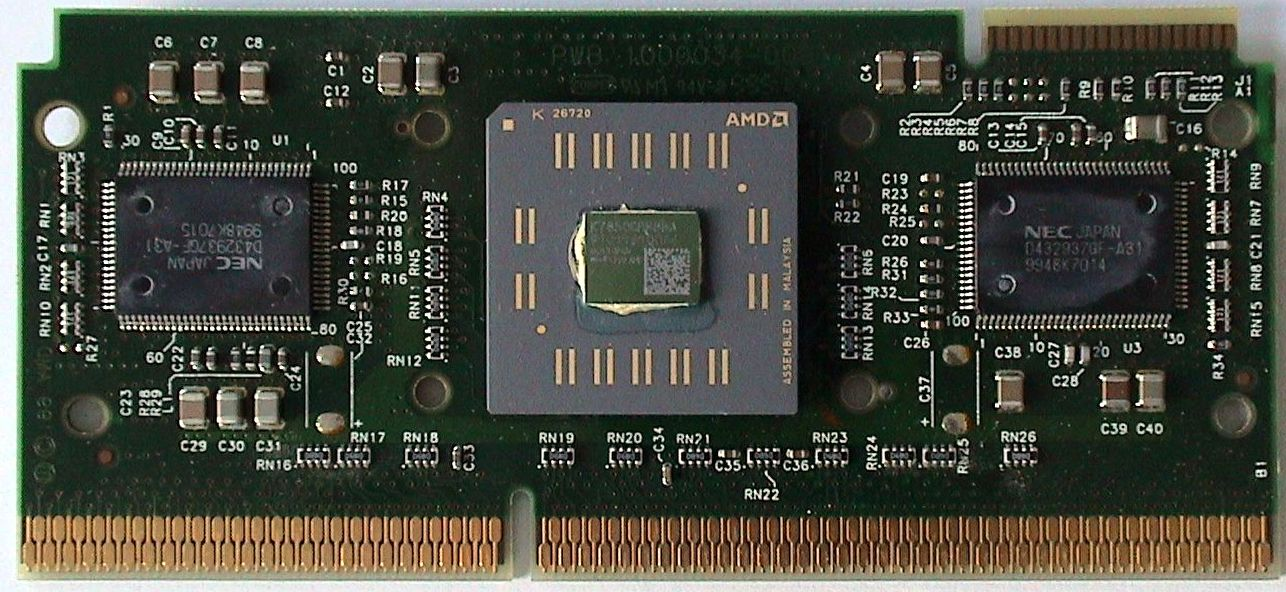
Interior de un Athlon Classic.

### Núcleo Thunderbird
El procesador Athlon con núcleo Thunderbird apareció en el mercado el 5 de junio de 2000, como la evolución del Athlon Classic. Al igual que su predecesor, también se basa en la arquitectura x86 y usa el bus EV6. El rango de velocidad de reloj va desde los 650 MHz hasta los 1,4 GHz. Respecto al Athlon Classic, el Athlon Thunderbird cambió del Slot A al Socket A, más pequeño, sin embargo, se comercializó una pequeña serie de Thunderbird en formato Slot A.
Todos los Athlon Thunderbird integran 128 KiB de caché de primer nivel (L1) (64 KiB de datos y 64 KiB para instrucciones) y 256 KiB de caché de segundo nivel (L2) on-die, funcionando a la misma frecuencia del núcleo. El proceso de fabricación usado para todos estos microprocesadores es de 0,18µ (Primeramente fabricados con interconexiones de aluminio y luego, en los de 1 GHz o más, de cobre) y el tamaño del encapsulado es de 117 mm².
Existen dos versiones de los Thunderbird dependiendo de la frecuencia de bus que usan. Los primeros Athlon Thunderbird usaban un bus de 100MHz DDR (200 MHz efectivos), al igual que los Athlon Classic. En el primer cuatrimestre de 2001 aparecieron nuevas versiones, denominadas Athlon-C, que soportaban un bus de 133 MHz DDR (266 MHz efectivos).
El Athlon Thunderbird consolidó a AMD como la segunda mayor compañía de fabricación de microprocesadores, ya que gracias a su excelente rendimiento (superando siempre al Pentium III y a los primeros Pentium 4 de Intel a la misma velocidad de reloj) y bajo precio, la hicieron muy popular tanto entre los entendidos como en los iniciados en la informática.

## Athlon XP
Cuando Intel sacó el Pentium 4 a 1,7 GHz en abril de 2001 se vio que el Athlon Thunderbird no estaba a su nivel. Además no era práctico para el overclocking, entonces para seguir estando a la cabeza en cuanto a rendimiento de los procesadores x86, AMD tuvo que diseñar un nuevo núcleo,
por eso sacó el Athlon XP.

### Núcleo Palomino
AMD lanzó la tercera gran revisión del Athlon, conocido en clave como "Palomino", el 15 de mayo de 2001. Los cambios principales respecto al núcleo anterior fueron mejoras de rendimiento que lo hacen un 10% más rápido que un Athlon Thunderbird a la misma velocidad de reloj. Su velocidad de reloj se situó entre 1,3 y 1,7 GHz. Además el núcleo Palomino fue el primero en incluir el conjunto de instrucciones SSE de Intel, además de las 3DNow! propias de AMD. El núcleo Palomino seguía teniendo problemas con la disipación de calor, lo que hacía que se calentara demasiado. Entre las mejoras del Palomino respecto al Thunderbird podemos mencionar la prerrecuperación de datos por hardware, conocida en inglés como prefetch, y el aumento de las entradas TLB, de 24 a 32.
Debido a las mejoras de rendimiento a la misma velocidad de reloj respecto a los núcleos anteriores, los Athlon XP fueron comercializados no por su velocidad de reloj, sino mediante una índice de "prestaciones relativas" conocido como PR. Este índice indica la velocidad de reloj equivalente de un hipotético "Athlon Thunderbird" con el mismo rendimiento que un "Athlon XP". Por ejemplo, el "Athlon XP" 1800+ funciona realmente a 1,53 GHz, pero indica que tiene un rendimiento equivalente a un hipotético "Athlon Thunderbird" a 1,8 GHz.
Entre los entusiastas rápidamente se adoptó la idea que el "PR" se refería a una comparación de rendimiento con los Pentium 4 de Intel, pero esto nunca fue confirmado por AMD.

### Núcleo Thoroughbred
El núcleo de cuarta generación de los Athlon, el Thoroughbred, comúnmente referida como "Thoroughbred-A" fue lanzado al mercado el 10 de junio de 2002 a una velocidad inicial de 1,80 GHz (2200 con el sistema de prestaciones relativas). Por problemas de estabilidad no apareció ningún modelo superior con este núcleo, aunque rápidamente los modelos inferiores sí que pasaron al núcleo Thoroughbred, existiendo incluso 1700+ con núcleo thoroughbred
El núcleo "Thoroughbred" se fabricó con un proceso de 0,13 µm, mejorando los 0,18 µm del proceso de fabricación de núcleo "Palomino". Inicialmente, aparte de la mejora del proceso de fabricación, los núcleos Thoroughbred y Palomino son prácticamente idénticos.
Posteriormente, pronto AMD creó una revisión del núcleo Thoroughbred, denominada "Thoroughbred-B" que aumentaba ligeramente el tamaño del core y añadía una capa más, con lo que resolvía los problemas de disipación de calor heredados desde el núcleo Thunderbird y posibilitaba mayores frecuencias (Llegó a alcanzar unas prestaciones relativas de 2600+). De nuevo, los modelos inferiores pasaron a ser fabricados con este núcleo. 
El core "Thoroughbred-B" llegó hasta los 2133 MHz, un Athlon XP 2600+ con bus de 133 MHz (aunque en realidad casi todos los 2600+ son a 2083 MHz con 166 MHz de bus, o ya con núcleo barton (166 MHz de bus y 1917 MHz)
Famosos fueron los "pata negra" con stepping (código en el procesador) JUIHB DLT3C, que eran 1700+ que eran capaces de obtener un overclock (aumento de frecuencia) de 1 GHz en algunos casos.

### Núcleo Barton

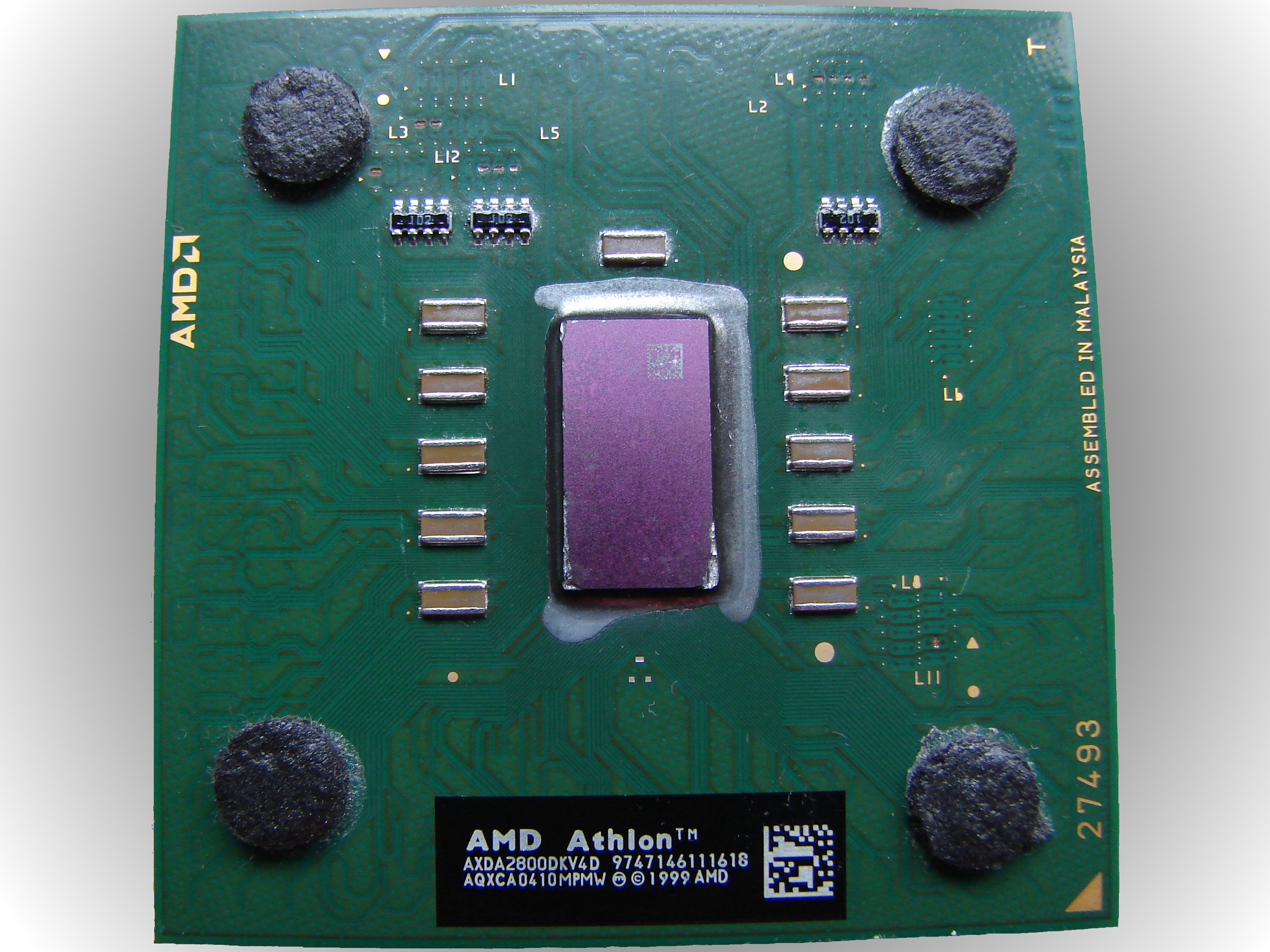
Athlon XP "Barton" 2800+.

El núcleo Athlon de quinta generación, llamado Barton, funcionaba a un índice PR de entre 2600+ --1917 MHz con bus de 166 MHz-- y 3200+ --2200 MHz con bus de 200--. Existieron Barton con PR menores, pero eran procesadores de bajo consumo diseñados para portátil. El Athlon XP Mobile 2500+ (1833 MHz) fue famoso en el mundo del overclocking porque permitía alcanzar altas frecuencias.
El núcleo Barton tenía como característica principal respecto al Thoroughbred-B el incluir una nueva caché de segundo nivel (L2) de 512 KiB en lugar de los 256 KiB del Thoroughbred. Además AMD aumentó la frecuencia del bus de 133 MHz (266 efectivos por DDR) a 166 MHz (333 MHz efectivos) y posteriormente hasta 200 MHz (400 MHz efectivos).
Con el lanzamiento del Athlon XP con núcleo Barton, AMD volvió a señalar que sus procesadores eran los x86 más rápidos del mercado, pero algunas pruebas de rendimiento del mercado no indicaban esto. Esto causó un gran revuelo al conocerse que algunas de estas pruebas, como las pruebas de rendimiento BAPCo, estaban diseñadas por ingenieros de Intel.

#### Núcleo Thorton
El núcleo "Thorton" es una variante del "Barton", idéntico a este pero con la mitad de la caché de segundo nivel (L2) desactivada.

### Mobile Athlon XP
Los Mobile Athlon XP (Athlon XP-M) son funcionalmente idénticos a los Athlon XP, pero funcionan con voltajes más reducidos. Además tienen la tecnología PowerNow!, que reduce la velocidad de funcionamiento del procesador cuando tiene poca carga de trabajo, para reducir aún más su consumo.
Los Athlon XP-M utilizan el estándar Socket 754. Generalmente se usan en ordenadores portátiles.

## Sucesor
El sucesor de los Athlon y Athlon XP (de séptima generación) es el Athlon 64.